# Kitenge (Kleidung)

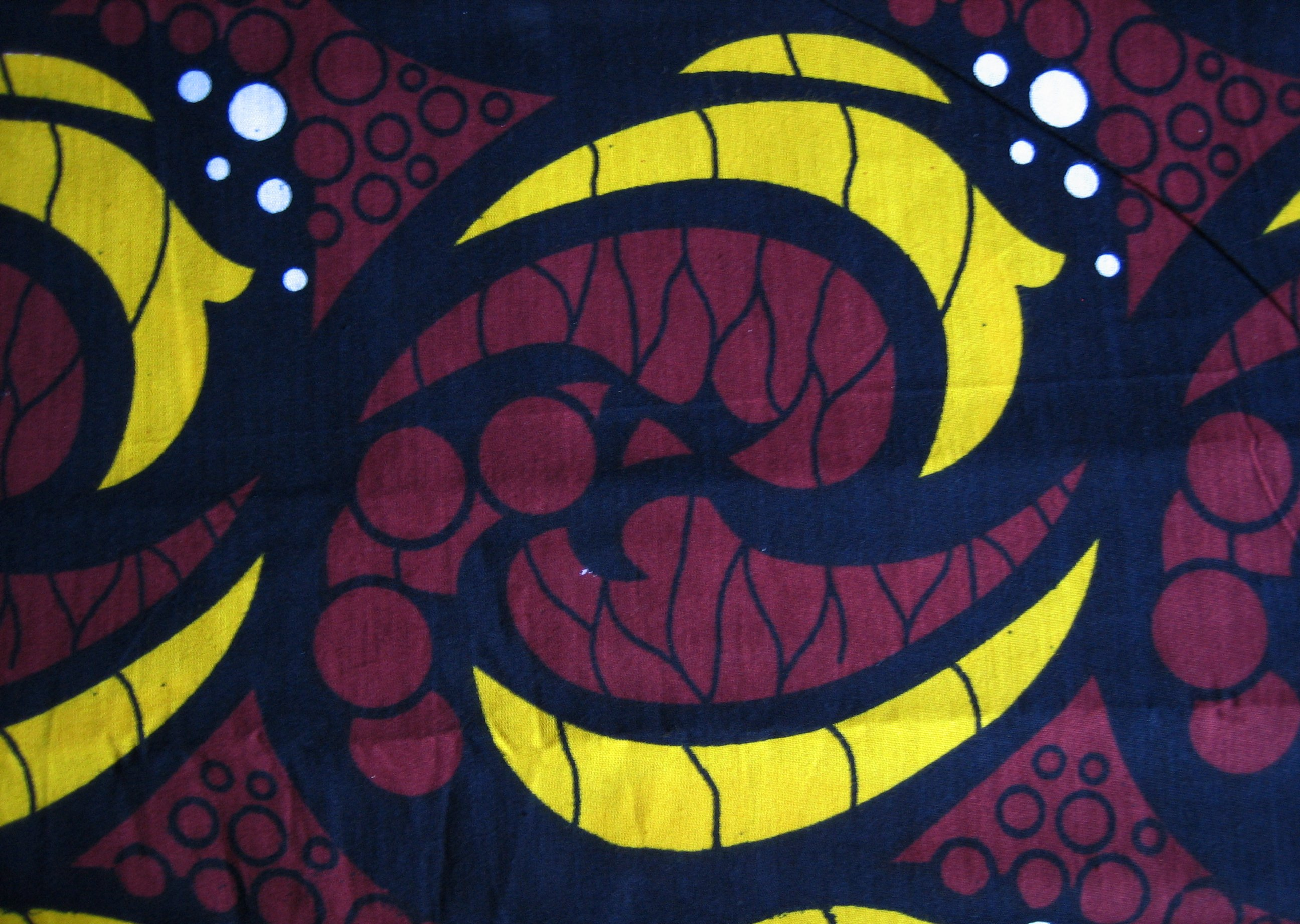
Ein typisches Kitenge-Muster.

Kitenge oder Chitenge (Plural vitenge auf Swahili) bezeichnet bunt bedruckten Stoff festerer Qualität, der in Ostafrika als Kleiderstoff für Blusen und Röcke, als Tragetuch und sogar als Kopfbedeckung verwendet wird.
Im Gegensatz zur Kanga mit ähnlichem Verwendungszweck ist Kitenge Meterware und wird vom Ballen verkauft. Kitenge ist auch nicht mit Motiven, Sprüchen oder politischen Slogans verziert, ähnelt aber in den Mustern der Kanga.
Als Kleidungsstück wird Kitenge von afrikanischen Frauen ähnlich einem Sarong oft um Brust oder Hüfte gewickelt getragen. Seltener tragen auch Männer Kitenge um die Taille geschlungen. Ihren Ursprung hat diese Mode im 18. Jahrhundert auf Sansibar und wird in Kenia, Tansania, Malawi, Uganda, Sudan und Somalia getragen.